# Hnutí pro-choice

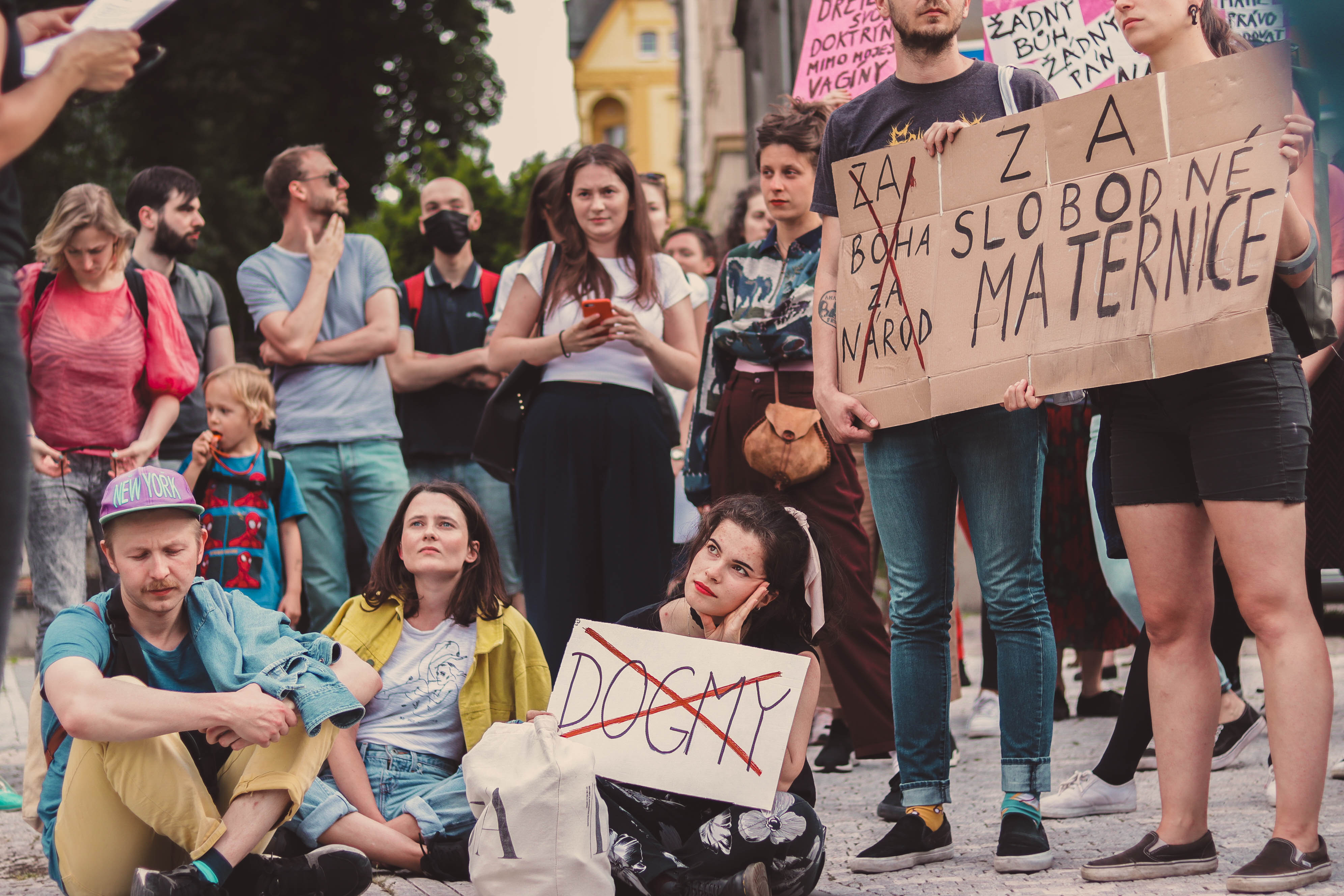
Demonstrace hnutí Nebudeme ticho 7. července 2020 reagovala na možnost omezení práva na potrat na Slovensku.

Hnutí za právo na potrat známé jako hnutí pro-choice (hnutí pro volbu) prosazuje právo na legální přístup k interrupcím. Snaží se zastupovat a podporovat ženy, které si přejí přerušit těhotenství bez obav z právního nebo společenského odporu. Tato hnutí jsou v přímém protikladu k hnutím proti potratům – hnutí pro-life.
Zastánci hnutí jsou obvykle vyznavači liberálních postojů, pro které je svoboda volby jednou z nejvyšších společenských hodnot. Jsou opakem typicky konzervativních zastánců hnutí pro-life. Odpůrci zákazu interrupcí zdůrazňují společenský význam možnosti svobodné volby a práva rozhodovat o svém životě. Z tohoto pohledu je přinucení ženy přijmout nechtěné těhotenství omezením její svobody rozhodovat o svém životě a o svém těle. Z pohledu zastánců práva na potrat je nepřípustné, aby stát jako právní autorita, zasahoval do soukromí ženy a jejího svobodného rozhodnutí o sobě samé. V konfliktu mezi právem plodu a právy ženy, je primárně upřednostněna žena a její právo rozhodovat o svém mateřství.
Argumentem pro to, aby interrupce byly legální i dostupné je také historická zkušenost – umělé přerušení těhotenství praktikovalo odedávna a ani snahou či zákazy se je nepodařilo vymýtit.
Otázka umělých potratů stále rozděluje veřejný život a opakovaně se objevují argumenty za liberalizaci nebo omezení přístupu k legálním potratovým službám. Někteří zastánci práva na interrupci se rozcházejí v názoru na to, jaké typy interrupčních služeb by měly být za různých okolností dostupné. Dle některých se lidské embryo stává člověkem s právy až po porodu, jiní zastávají názor, že embryo se stává člověkem v určitém stupni prenatálního vývoje. Názory na to, kde se nachází konkrétní hranice, se často rozchází – pro některé je rozhodující činnost mozku, tedy mozková aktivita a schopnost myslet, pro jiné je kritériem životaschopnost, tedy stupeň vývoje, kdy je plod schopný přežít mimo tělo matky.

## Hnutí pro-choice v Česku
Debata zda změnit legislativu týkající se omezování potratů v ČR není aktuální. V Česku platí zákon o umělém přerušení těhotenství z roku 1986, který prošel novelizací v roce 1987. Česká legislativa umožňuje umělé přerušení těhotenství do 12. týdne gravidity pouze na žádost ženy bez dalších podmínek. Pokud je žadatelka mladší 16 let, je nutný souhlas zákonného zástupce. Pokud je žadatelce mezi 16 a 18 lety, musí být zákonný zástupce o provedení zákroku informován a jeho předběžný souhlas se nevyžaduje. Provedení interrupce po 12. týdnu už musejí být odůvodněno lékařem.
Česká společnost má k potratům stabilní až liberální přístup. Dle průzkumu Centra pro výzkum veřejného mínění (CVVM) z května 2019 podporuje plné právo ženy rozhodnout o přerušení svého těhotenství 68 % lidí. Dalších 19 % by povolilo interrupci „jen s přihlédnutím ke zdravotním a sociálním ohledům na dítě a ženu“. Také počet prováděných potratů spíše pozvolna klesá – dle dat Ústavu zdravotnických informací a statistiky (ÚZIS) ze 24 tisíc v roce 2011 na necelých 17 tisíc v roce 2020. V přepočtu na populaci také nijak znatelně nevybočuje z evropského průměru.
Reakce vyvolávají aktivity Hnutí Pro život ČR, které je spojené např. s kontroverzními výroky mluvčí Zdeňky Rybové, týkající se znásilněných žen na Ukrajině, podle které by Češi místo na tzv. pilulky po měli přispívat peníze na nákup houkadel, pepřáků nebo elektrických paralyzérů. V dubnu 2022 Deník N přišel s informací, že s kontroverzním konzervativním katolickým hnutím spolupracuje ministerstvo práce a sociálních věcí. To se k výrokům mluvčí Hnutí Pro život Zdeňky Rybové o znásilněných ženách na Ukrajině distancovalo. Stejně tak učinili i mnozí další podporovatelé hnutí, kteří často netušili, jak silně protipotratovou rétoriku Hnutí Pro život zastává či že jsou uvedeni mezi jeho podporovateli na jeho webových stránkách.